# 20 de junho
20 de junho é o 171.º dia do ano no calendário gregoriano (172.º em anos bissextos). Faltam 194 dias para acabar o ano.

## Eventos históricos

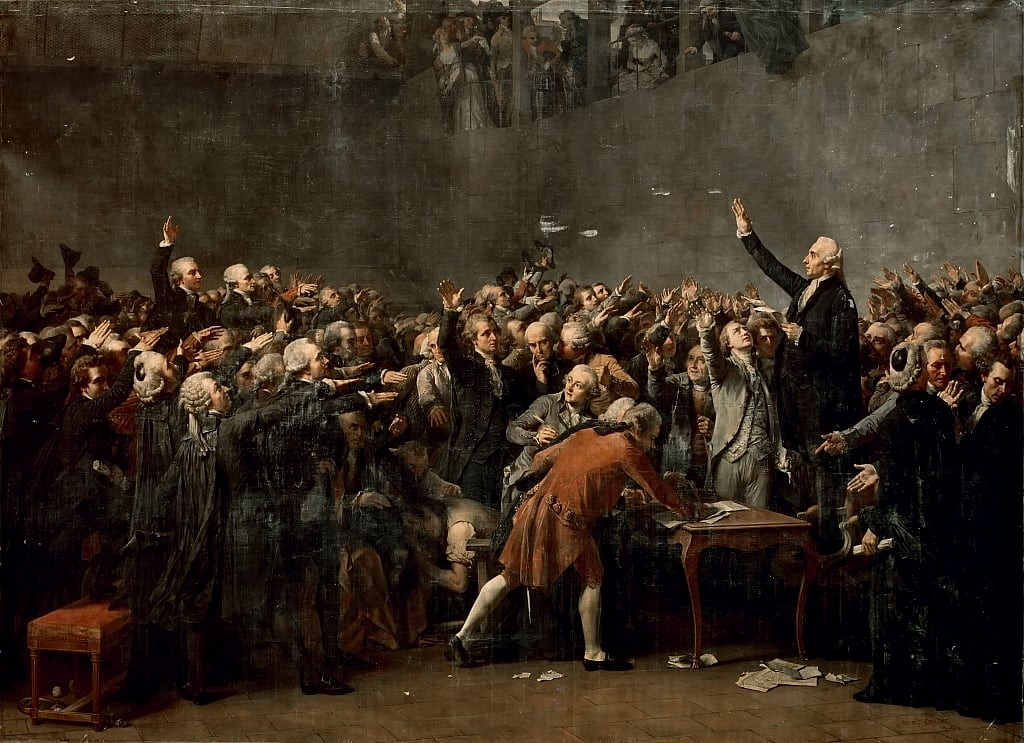
1789: Juramento do Jogo da Péla

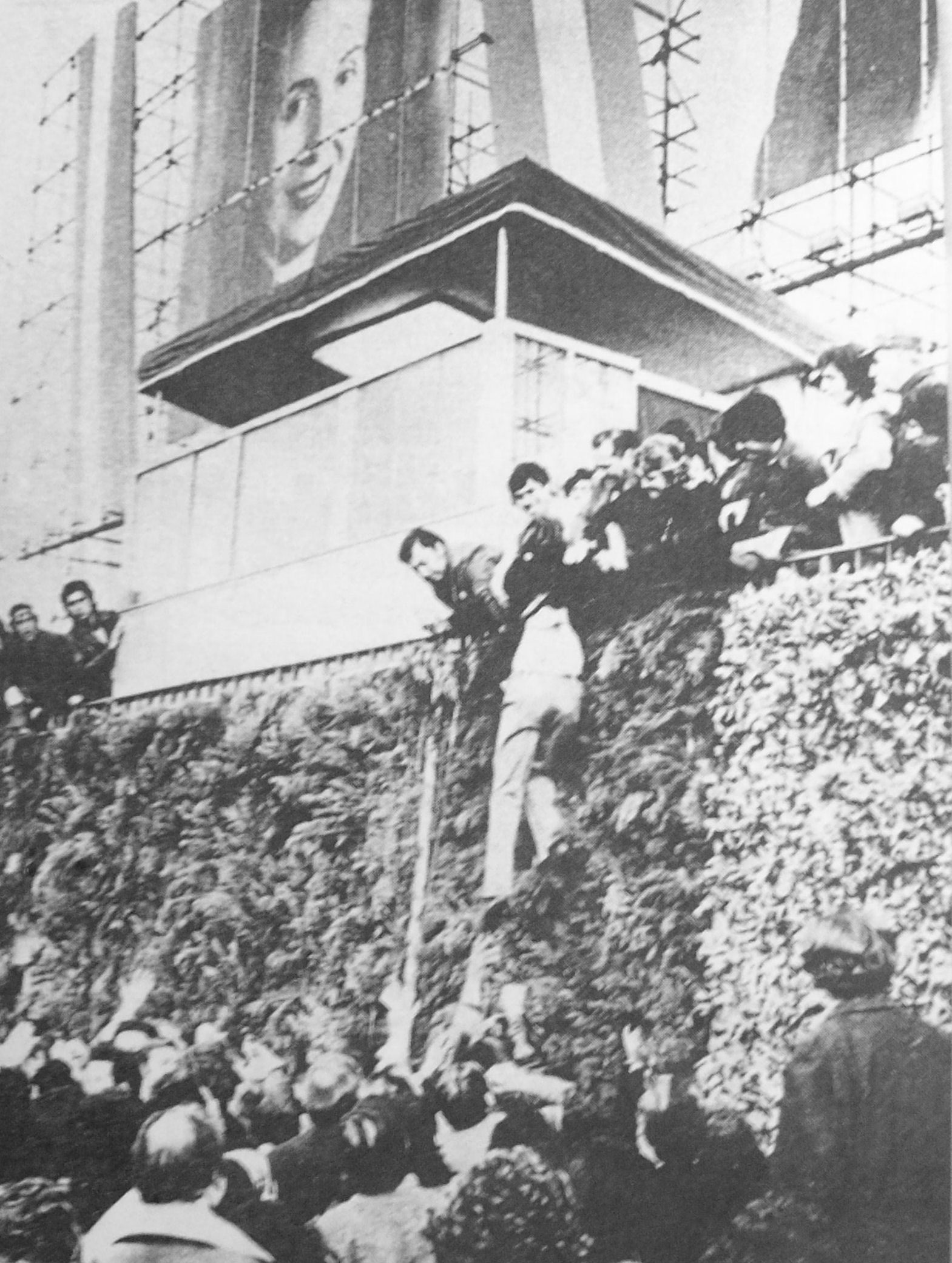
1973: Massacre de Ezeiza

- 0451 — Batalha dos Campos Cataláunicos: Flávio Aécio do Império Romano do Ocidente ao lado dos visigodos e alanos lutam contra os hunos de Átila.
- 1180 — Primeira Batalha de Uji, iniciando a Guerra de Genpei no Japão.
- 1652 — Tarhoncu Ahmed Pasha é nomeado grão-vizir do Império Otomano.
- 1685 — Rebelião Monmouth: Jaime Scott, duque de Monmouth se declara Rei da Inglaterra em Bridgwater.
- 1782 — Congresso dos Estados Unidos adota o Grande Selo.
- 1789 — Deputados do Terceiro Estado francês realizam o Juramento do Jogo da Péla.
- 1791 — O rei Luís XVI, disfarçado de criado, e a família real francesa tentam fugir de Paris durante a Revolução Francesa.
- 1819 — O navio estadunidense SS Savannah chega a Liverpool, Reino Unido. É a primeira embarcação a vapor a cruzar o Atlântico, embora a maior parte da viagem seja feita à vela.
- 1837 — Vitória torna-se rainha do Reino Unido após a morte de Guilherme IV.
- 1840 — Samuel Morse recebe a patente do telégrafo.
- 1862 — Barbu Catargiu, primeiro-ministro da Romênia, é assassinado.
- 1863 — Guerra Civil Americana: a Virgínia Ocidental é admitida como o 35º estado dos Estados Unidos.
- 1877 — Alexander Graham Bell instala o primeiro serviço telefônico comercial do mundo em Hamilton, Ontário, Canadá.
- 1890 — A França é a primeira nação europeia a reconhecer a República Velha brasileira.
- 1895 — O Canal de Kiel, cruzando a base da península da Jutlândia, a via navegável artificial mais movimentada do mundo, é oficialmente inaugurado.
- 1897 — A Academia Brasileira de Letras (ABL) é fundada pelos escritores: Machado de Assis, Lúcio de Mendonça, Inglês de Sousa, Olavo Bilac, Afonso Celso, Graça Aranha, Medeiros e Albuquerque, Joaquim Nabuco, Teixeira de Melo, Visconde de Taunay e Ruy Barbosa.
- 1900
  - Rebelião dos Boxers: o Exército Imperial Chinês inicia um cerco de 55 dias contra as representações diplomáticas estrangeiras, em Pequim, China.
  - Barão Eduard Toll, líder da Expedição Polar Russa de 1900, parte de São Petersburgo na Rússia no navio explorador Zarya, para nunca mais voltar.
- 1910 — É criado o Serviço de Proteção aos Índios (SPI) pelo marechal Cândido Rondon.
- 1944
  - Guerra da Continuação: a União Soviética exige uma rendição incondicional da Finlândia durante o início da ofensiva de Vyborg–Petrozavodsk parcialmente bem-sucedida. O governo finlandês se recusa.
  - Segunda Guerra Mundial: a Batalha do Mar das Filipinas termina com uma vitória naval decisiva dos Estados Unidos.
- 1945 — O Secretário de Estado dos Estados Unidos aprova a transferência de Wernher von Braun e sua equipe de cientistas de foguetes nazistas para os Estados Unidos sob a Operação Paperclip.
- 1948 — Introduzido o Marco alemão na Alemanha Ocidental ocupada pelos aliados. Os comunistas respondem impondo o Bloqueio de Berlim quatro dias depois.
- 1952
  - A Rebelião da Ilha Anchieta foi um confronto entre as forças policiais brasileiras e prisioneiros que tentaram escapar, o episódio foi uma das maiores rebeliões de prisioneiros da história.
  - O Banco Nacional de Desenvolvimento Econômico e Social (BNDES) é criado, com sede no Rio de Janeiro.
- 1956 — Um Super Constellation venezuelano cai no Oceano Atlântico ao largo de Asbury Park, Nova Jérsei, matando 74 pessoas.
- 1960 — A Federação do Mali se torna independente da França (mais tarde se divide no Mali e no Senegal).
- 1963 — Após a Crise dos mísseis de Cuba, a União Soviética e os Estados Unidos assinam um acordo para estabelecer o chamado "Telefone vermelho" entre Washington e Moscou.
- 1972 — Escândalo Watergate: um intervalo de 18 minutos e meio aparece na gravação das conversas entre o presidente dos Estados Unidos Richard Nixon e seus assessores sobre as recentes prisões de seus agentes durante a invasão do complexo Watergate.
- 1973
  - Atiradores de elite atiram contra os peronistas de esquerda em Buenos Aires, Argentina, no que é conhecido como o Massacre de Ezeiza. Pelo menos 13 são mortos e mais de 300 ficam feridos.
  - O voo Aeroméxico 229 cai ao aproximar-se do Aeroporto Internacional Gustavo Díaz Ordaz, matando todas as 27 pessoas a bordo.
- 1975 — O filme Tubarão é lançado nos Estados Unidos, tornando-se o filme de maior bilheteria da época e iniciando a tendência dos filmes conhecidos como "blockbuster".
- 1982 — A base argentina Corbeta Uruguay na Thule do Sul se rende aos comandos dos Royal Marines na ação final da Guerra das Malvinas.
- 1990
  - Descoberto Eureka, o primeiro asteroide troiano de Marte.
  - O terremoto Manjil-Rudbar de 7,4 Mw  afeta o norte do Irã com uma intensidade máxima de Mercalli de X, matando 35 000–45 000 e ferindo 60 000–105 000.[1]
- 1991 — O Bundestag alemão vota para mudar a sede do governo da antiga capital da Alemanha Ocidental, Bonn, para a atual capital, Berlim.
- 2003 — Fundada a Wikimedia Foundation em São Petersburgo, Flórida.
- 2013 — Jornadas de junho: protestos reúnem milhões de pessoas em ao menos 438 cidades no Brasil para contestar os aumentos nas tarifas de transporte público.
- 2019 — As Forças de Defesa Aérea do Irã abatem um drone de vigilância americano sobre o Estreito de Ormuz em meio às crescentes tensões entre os dois países.[2]

## Nascimentos

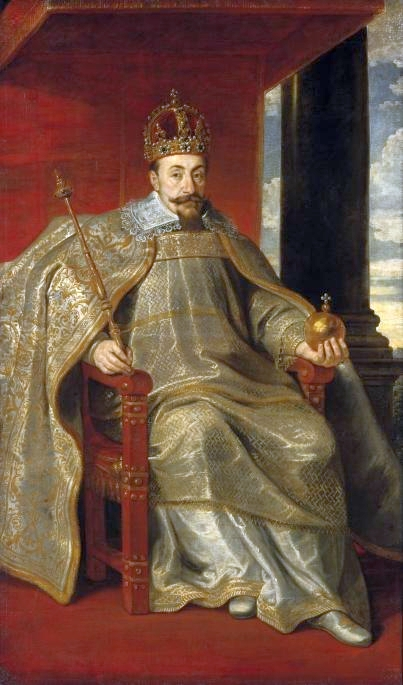
Sigismundo III da Polônia e Suécia

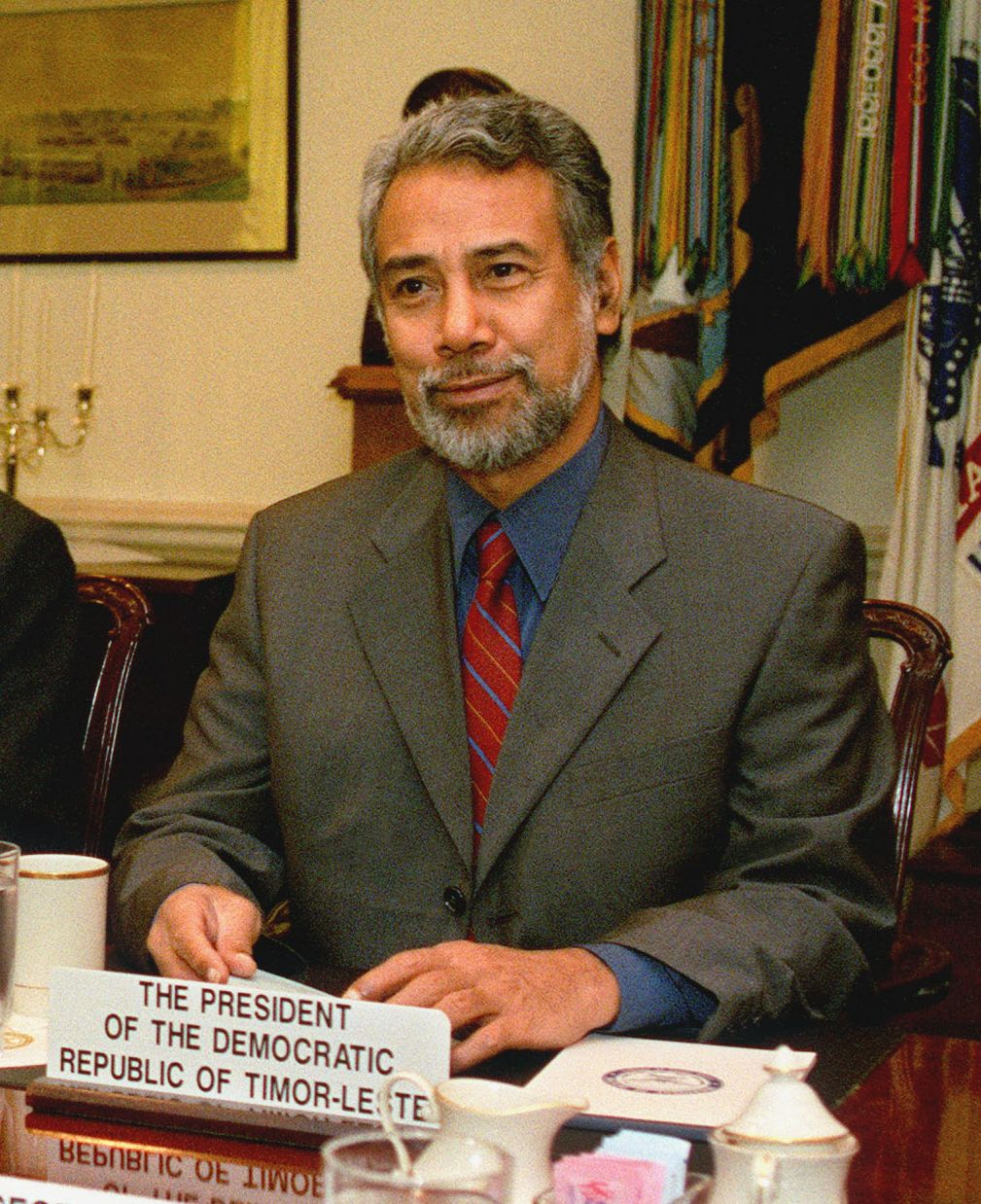
Xanana Gusmão

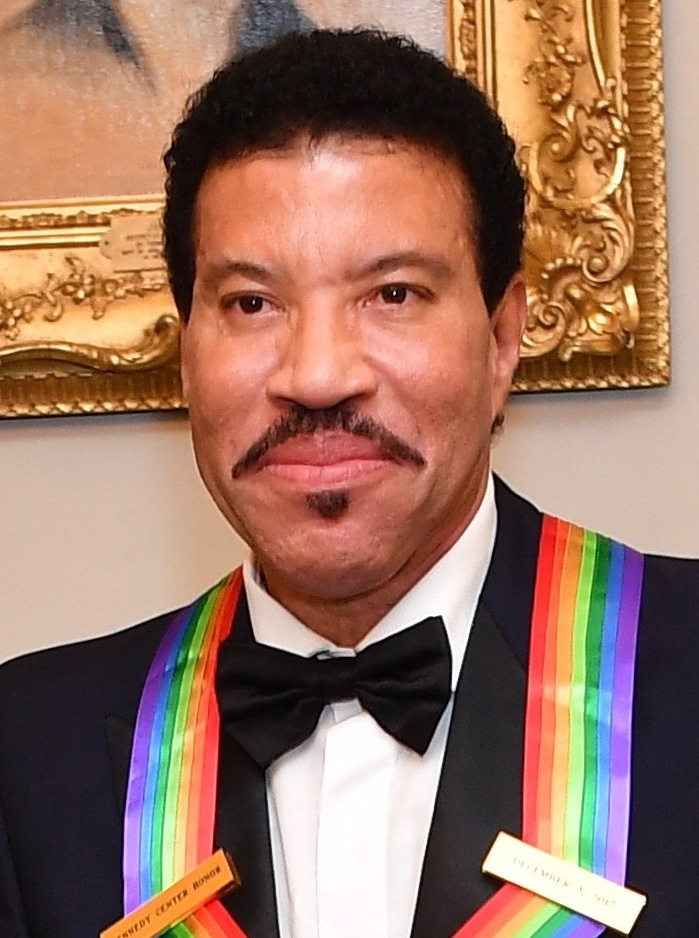
Lionel Richie

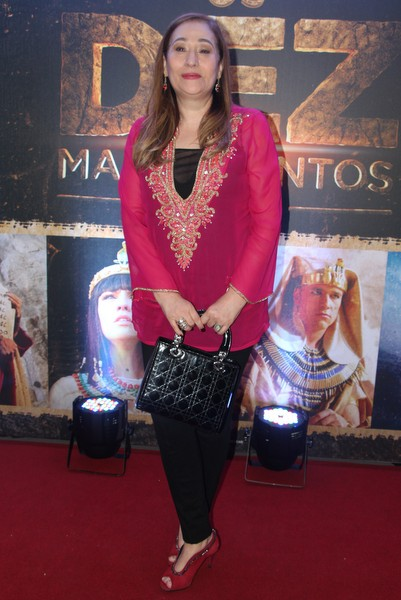
Sonia Abrão

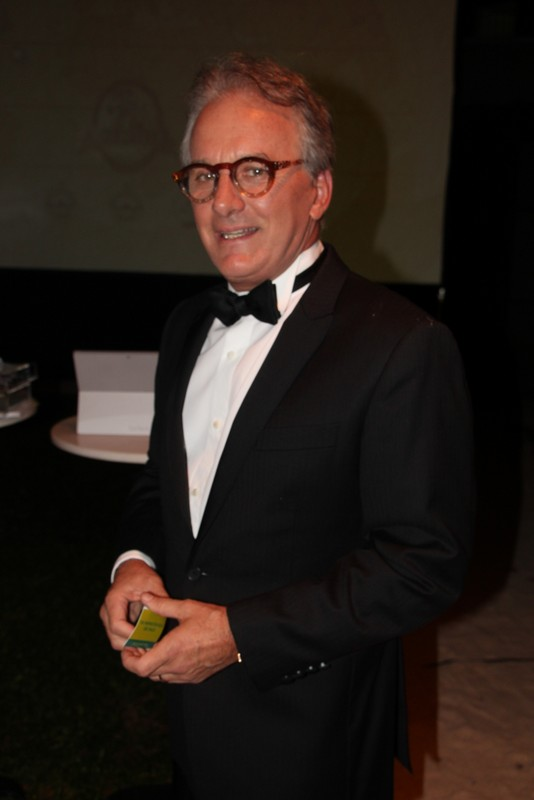
Otávio Mesquita

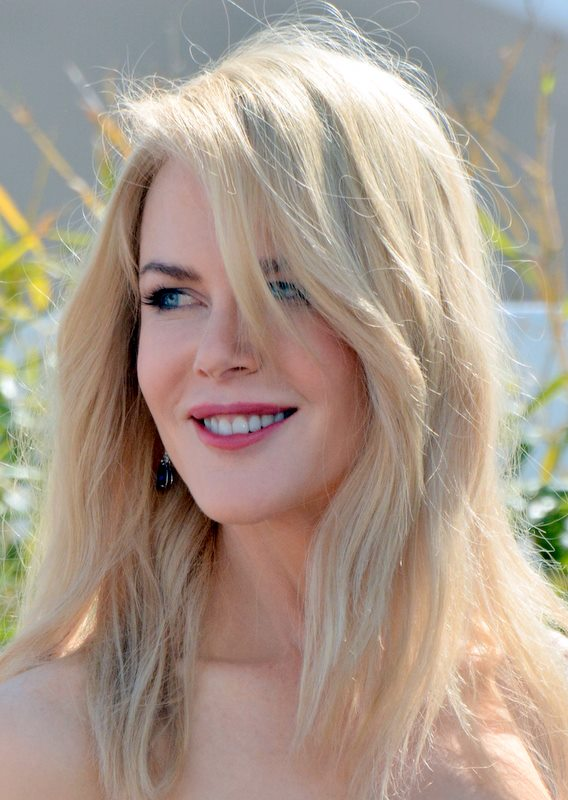
Nicole Kidman

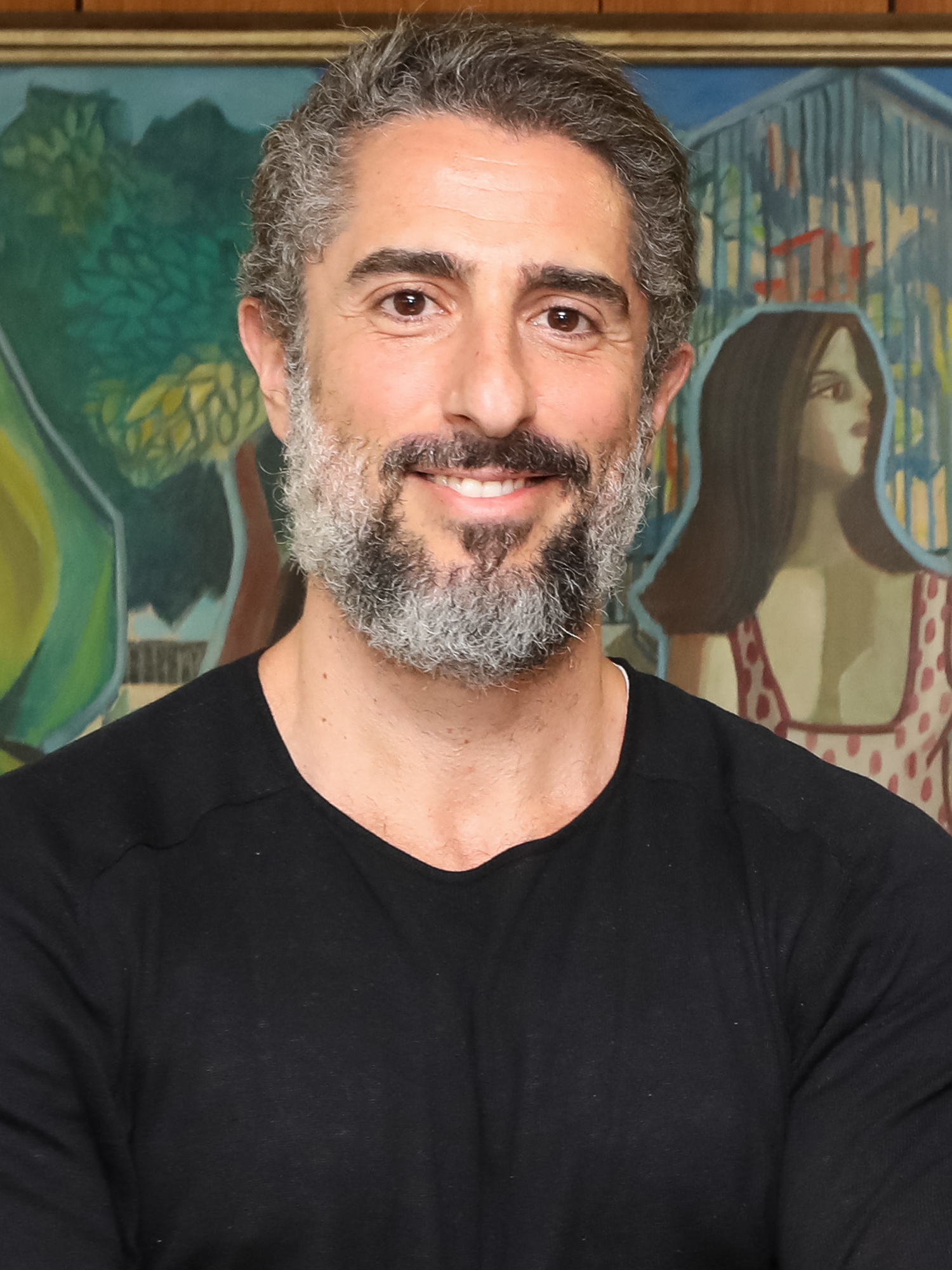
Marcos Mion

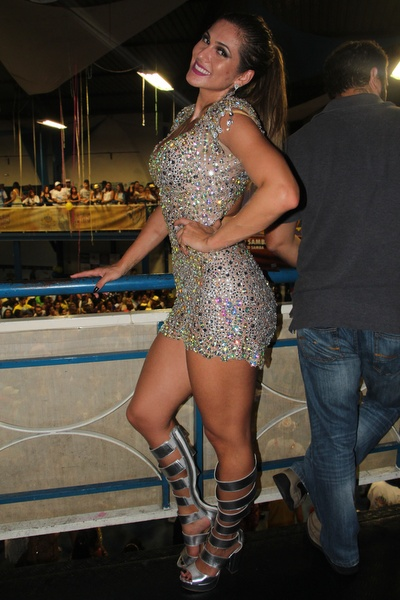
Lívia Andrade

### Anteriores ao século XIX
- 1389 — João de Lencastre, Duque de Bedford (m. 1435).
- 1469 — João Galeácio Sforza, duque de Milão (m. 1494).
- 1566 — Sigismundo III Vasa da Polônia (m. 1632).
- 1634 — Carlos Emanuel II, Duque de Saboia (m. 1675).
- 1647 — João Jorge III, Eleitor da Saxônia (m. 1691).
- 1650 — Guilhermina Ernestina da Dinamarca (m. 1706).
- 1723 — Adam Ferguson, filósofo e historiador britânico (m. 1816).
- 1737 — Tokugawa Ieharu, xogum do Japão (m. 1786).
- 1754 — Amália de Hesse-Darmstadt (m. 1832).
- 1761 — Jacob Hübner, entomologista e botânico alemão (m. 1826).
- 1771 — Hermann von Boyen, militar alemão (m. 1848).
- 1786 — Marceline Desbordes-Valmore, poetisa francesa (m. 1859).

### Século XIX
- 1813 — Joseph Autran, poeta francês (m. 1877).
- 1819 — Jacques Offenbach, compositor e violoncelista alemão (m. 1880).
- 1833 — Léon Bonnat, pintor francês (m. 1922).
- 1838 — Theodor Reye, matemático alemão (m. 1919).
- 1859 — José Silvério Horta, presbítero brasileiro (m. 1933).
- 1861 — Frederick Gowland Hopkins, bioquímico britânico (m. 1947).
- 1875
  - Reginald Punnett, biólogo e geneticista britânico (m. 1967).
  - Othenio Abel, paleontólogo austríaco (m. 1946).
- 1883
  - Oliveira Viana, historiador e jurista brasileiro (m. 1951).
  - Leah Baird, atriz, roteirista e produtora estadunidense (m. 1971).
- 1887 — Kurt Schwitters, pintor, escultor e poeta alemão (m. 1948).
- 1893 — Wilhelm Zaisser, político alemão (m. 1958).
- 1899 — Jean Moulin, herói da resistência francesa (m. 1943).

### Século XX

#### 1901–1950
- 1901 — Nina Georgievna da Rússia (m. 1974).
- 1902
  - Juan Evaristo, futebolista argentino (m. 1978).
  - Milman Parry, filólogo e helenista estadunidense (m. 1935).
- 1904 — Antônio de Castro Mayer, bispo brasileiro (m. 1991).
- 1909 — Errol Flynn, ator australiano (m. 1959).
- 1911 — Paul Pietsch, automobilista alemão (m. 2012).
- 1912 — Roberto Emílio da Cunha, futebolista brasileiro (m. 1977).
- 1913
  - João de Bourbon (m. 1993).
  - Arne Nyberg, futebolista sueco (m. 1970).
- 1914 — Zelda Schneurson Mishkovsky, poetisa israelense (m. 1984).
- 1915 — Terence Young, diretor de cinema britânico (m. 1994).
- 1917 — Eugen Walaschek, futebolista e treinador de futebol suíço (m. 2007).
- 1919 — Isabella Aiona Abbott, botânica estadunidense (m. 2010).
- 1920
  - Eduardo Mondlane, político moçambicano (m. 1969).
  - Hans Gerschwiler, ex-patinador artístico suíço (m. 2017).
- 1921 — Pancho Segura, tenista equatoriano (m. 2017).
- 1924 — Audie Murphy, ator estadunidense (m. 1971).
- 1926 — Max Martins, escritor brasileiro (m. 2009).
- 1927 — Josef Posipal, futebolista alemão (m. 1997).
- 1928
  - Jean-Marie Le Pen, político francês (m. 2025).
  - Martin Landau, ator estadunidense (m. 2017).
  - Eric Dolphy, músico de jazz estadunidense (m. 1964).
- 1929 — Marcel Flückiger, futebolista suíço (m. 2010).
- 1930 — Magdalena Abakanowicz, artista plástica polonesa (m. 2017).
- 1931
  - Olympia Dukakis, atriz estadunidense (m. 2021).
  - James Tolkan, ator estadunidense.
- 1933
  - Danny Aiello, ator estadunidense (m. 2019).
  - Jean Boiteux, nadador francês (m. 2010).
- 1934
  - Rossana Podestà, atriz italiana (m. 2013).
  - José Villegas, ex-futebolista mexicano (m. 2021).
- 1935 — Armando Picchi, futebolista italiano (m. 1971).
- 1938 — Antônio Petrin, ator brasileiro.
- 1939 — Dušan Drašković, ex-futebolista e ex-treinador de futebol montenegrino.
- 1941
  - Dieter Mann, ator alemão (m. 2022).
  - Laércio de Freitas, pianista, maestro, compositor e ator brasileiro (m. 2024).
  - Ulf Merbold, astronauta e físico alemão.
  - Stephen Frears, diretor de cinema britânico.
- 1942
  - Brian Wilson, músico estadunidense (m. 2025).
  - Eduard Markarov, ex-futebolista e treinador de futebol azeri.
- 1943
  - Emil Rached, jogador de basquete brasileiro (m. 2009).
  - Osmar de Oliveira, médico, jornalista e locutor esportivo brasileiro (m. 2014).
- 1945
  - Anne Murray, cantora canadense.
  - Maria Guinot, cantora portuguesa (m. 2018).
- 1946
  - Xanana Gusmão, político timorense.
  - Brigite, Duquesa de Gloucester.
  - Lars Vilks, escultor e desenhista sueco (m. 2021).
- 1947 — Ricardo Teixeira, dirigente esportivo brasileiro.
- 1948 — Gary Payton, astronauta norte-americano.
- 1949
  - Ludwig Scotty, político nauruano.
  - Lionel Richie, cantor estadunidense.
  - Gotabaya Rajapaksa, militar e político cingalês.
- 1950 — Nouri al-Maliki, político iraquiano.

#### 1951–2000
- 1951
  - Paul Muldoon, poeta britânico.
  - Bruce Wilson, ex-futebolista canadense.
- 1952
  - Kadu Moliterno, ator brasileiro.
  - John Goodman, ator estadunidense.
  - Mabel Rivera, atriz espanhola.
- 1953
  - Willy Rampf, engenheiro automobilístico alemão.
  - Ulrich Mühe, ator alemão (m. 2007).
- 1954
  - José Oscar Bernardi, ex-futebolista brasileiro.
  - Ilan Ramon, astronauta israelense (m. 2003).
  - Amparo Muñoz, atriz espanhola (m. 2011).
  - Lu Grimaldi, atriz brasileira.
  - Michael Anthony, músico estadunidense.
- 1956 — Peter Reid, ex-futebolista e treinador de futebol britânico.
- 1957
  - Koko B. Ware, ex-lutador profissional norte-americano.
  - Oscar Ulisses, jornalista e locutor esportivo brasileiro.
- 1958 — Sônia Abrão, jornalista e apresentadora de televisão brasileira.
- 1959 — Otávio Mesquita, apresentador e automobilista brasileiro.
- 1960 — John Taylor, músico britânico.
- 1962 — Benjamin Massing, futebolista camaronês (m. 2017).
- 1963
  - José Basualdo, ex-futebolista e treinador de futebol argentino.
  - Amir Derakh, músico estadunidense.
- 1964
  - Alec Chamberlain, ex-futebolista britânico.
  - Steve Cotterill, ex-futebolista e treinador de futebol britânico.
- 1965 — Neil Redfearn, ex-futebolista e treinador de futebol britânico.
- 1966 — Fabiano Contarato, político brasileiro.
- 1967
  - Nicole Kidman, atriz australiana.
  - Angela Melillo, atriz e bailarina italiana.
  - Edu Ardanuy, músico brasileiro.
- 1968 — Robert Rodriguez, cineasta estadunidense.
- 1969
  - Alexandre Gaúcho, ex-futebolista brasileiro.
  - Jiang Wenli, atriz, diretora, produtora e roteirista chinesa.
  - Paulo Bento, ex-futebolista e treinador de futebol português.
- 1970
  - Mulei Arraxide, príncipe marroquino.
  - Michelle Monique Reis, modelo e atriz macaense.
  - Callisto Pasuwa, ex-futebolista e treinador de futebol zimbabuano.
  - Pandora, cantora sueca.
- 1971
  - Tiago Guedes, cineasta português.
  - Jeordie White, músico estadunidense.
  - Josh Lucas, ator estadunidense.
  - Romulo Fróes, cantor brasileiro.
- 1972
  - Alexis Alexoudis, ex-futebolista grego.
  - Humberto Bernardo, apresentador de televisão e ator português.
- 1973
  - Júnior Nagata, ex-futebolista brasileiro.
  - Chino Moreno, músico estadunidense.
  - Lauro, ex-futebolista brasileiro.
- 1974
  - Tuta, ex-futebolista brasileiro.
  - Lorenzo Squizzi, ex-futebolista italiano.
  - Linh Dan Pham, atriz francesa.
- 1975 — Daniel Zítka, ex-futebolista tcheco.
- 1976 — Belletti, ex-futebolista e treinador de futebol brasileiro.
- 1977
  - Roberto Carlos Cortés, ex-futebolista colombiano.
  - Roy Nelson, lutador estadunidense de artes marciais mistas.
- 1978 — Frank Lampard, ex-futebolista e treinador de futebol britânico.
- 1979
  - Cláudia Vieira, atriz portuguesa.
  - Glaydson, ex-futebolista brasileiro.
  - Marcos Mion, apresentador de televisão e ator brasileiro.
  - Lúcio, ex-futebolista brasileiro.
  - Masashi Motoyama, ex-futebolista japonês.
- 1980
  - DJ Primo, DJ e produtor musical brasileiro (m. 2008).
  - Milovan Mirosevic, ex-futebolista chileno.
  - Aleksey Abalmasov, canoísta bielorrusso.
  - Fabian Wegmann, ex-ciclista alemão.
- 1982
  - Vasiliy Berezutskiy, ex-futebolista russo.
  - Aleksey Berezutskiy, ex-futebolista russo.
  - Example, rapper britânico.
  - April Ross, ex-jogadora de vôlei de praia estadunidense.
  - George Forsyth, ex-futebolista e político peruano.
  - Silvero Pereira, ator e diretor brasileiro.
- 1983
  - Ignatiy Nesterov, ex-futebolista uzbeque.
  - Illiasu Shilla, ex-futebolista ganês.
  - Joana Espadinha, cantautora portuguesa.
  - Lívia Andrade, modelo, atriz e apresentadora brasileira.
- 1984
  - Richard Eromoigbe, ex-futebolista nigeriano.
  - Jarrod Smith, futebolista neozelandês.
- 1985
  - Aurélien Chedjou, ex-futebolista camaronês.
  - Caroline Polachek, cantora, compositora, musicista e produtora musical estadunidense.
  - João Manzarra, apresentador de televisão e ator português.
- 1986
  - Luca Cigarini, futebolista italiano.
  - Brawley Nolte, ator estadunidense.
- 1987
  - Itumeleng Khune, futebolista sul-africano.
  - Carsten Ball, ex-tenista australiano.
  - Asrat Megersa, futebolista etíope.
  - Asmir Begović, futebolista bósnio.
- 1988
  - Shefali Chowdhury, atriz britânica.
  - Filipe Matzembacher, cineasta e escritor brasileiro.
  - Alex Caceres, lutador estadunidense de artes marciais mistas.
- 1989
  - Christopher Mintz-Plasse, ator estadunidense.
  - Federico Barón, ator argentino.
  - Ashley Weinhold, tenista norte-americana.
  - Javier Pastore, ex-futebolista argentino.
- 1990
  - Cristhian Machado, futebolista boliviano.
  - Ding Ning, mesa-tenista chinesa.
  - José Quintero, futebolista equatoriano.
- 1991
  - Rick ten Voorde, futebolista neerlandês.
  - Kalidou Koulibaly, futebolista senegalês.
- 1993 — Sead Kolašinac, futebolista bósnio.
- 1994 — Sananthachat Thanapatpisal, atriz tailandesa.
- 1995
  - Carol Zhao, tenista canadense.
  - Gerson Rodrigues, futebolista luxemburguês.
  - Geraldine Viswanathan, atriz australiana.
- 1996 — Kelvin van der Linde, automobilista sul-africano.
- 1997
  - Feodor Lark, ator estadunidense.
  - Pedro Guilherme, futebolista brasileiro.
  - Jordan Larsson, futebolista sueco.
- 1998
  - Anna Rita Cerqueira, dubladora e atriz brasileira.
  - Rufino Gama, futebolista timorense.
- 1999
  - Yui Mizuno, cantora, modelo e atriz japonesa.
  - Kayla Maisonet, atriz estadunidense.
  - Matthew Temple, nadador australiano.
- 2000 — Mitchel Bakker, futebolista neerlandês.

### Século XXI
- 2001
  - Gonçalo Ramos, futebolista português.
  - Gustavo Mantuan, futebolista brasileiro.
  - Nicolas Jackson, futebolista senegalês.
- 2002
  - Maju de Araújo, modelo brasileira.
  - Hugo Ekitike, futebolista francês.
- 2003 — Marc Pubill, futebolista espanhol.

## Mortes

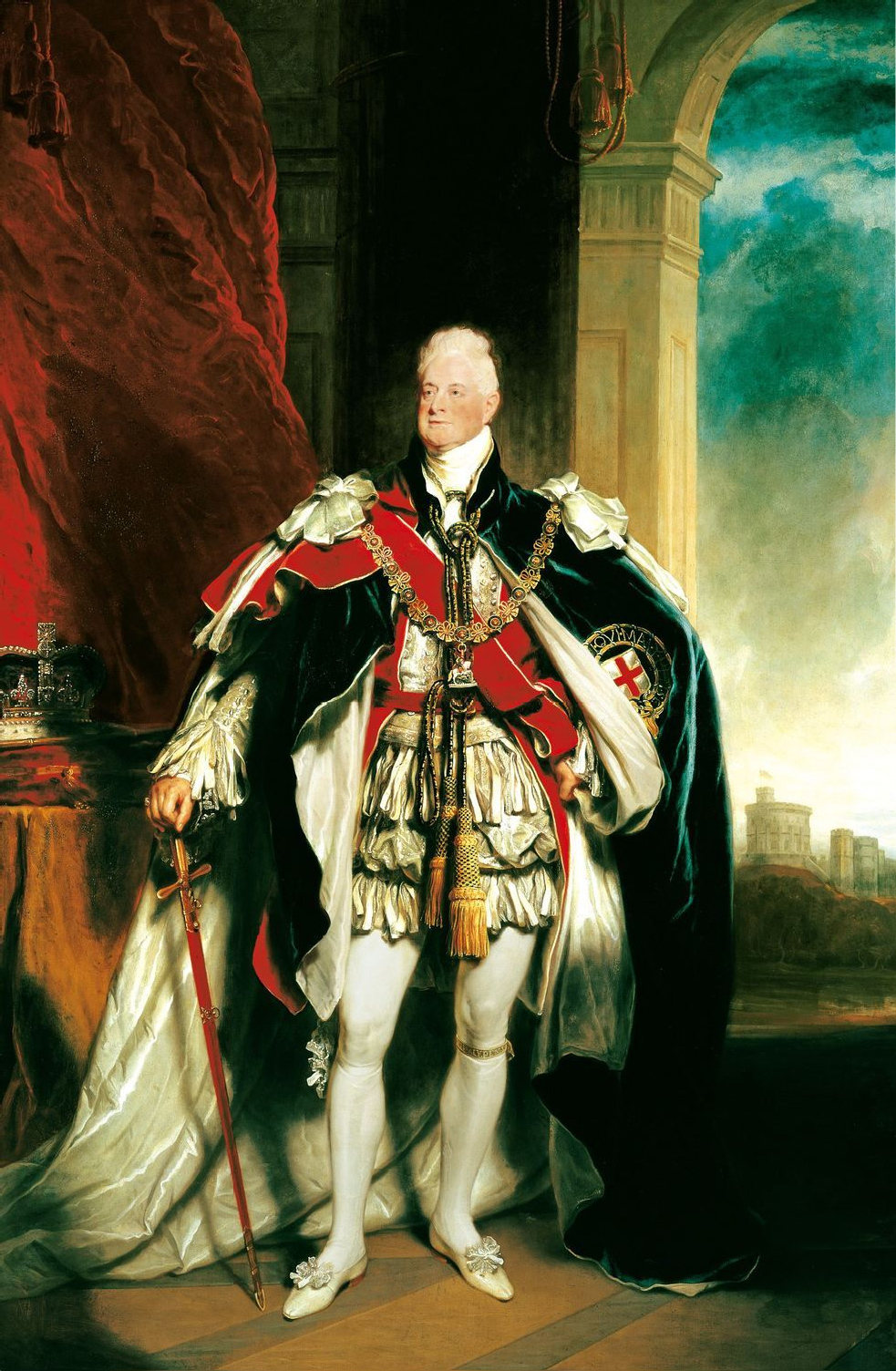
Guilherme IV do Reino Unido

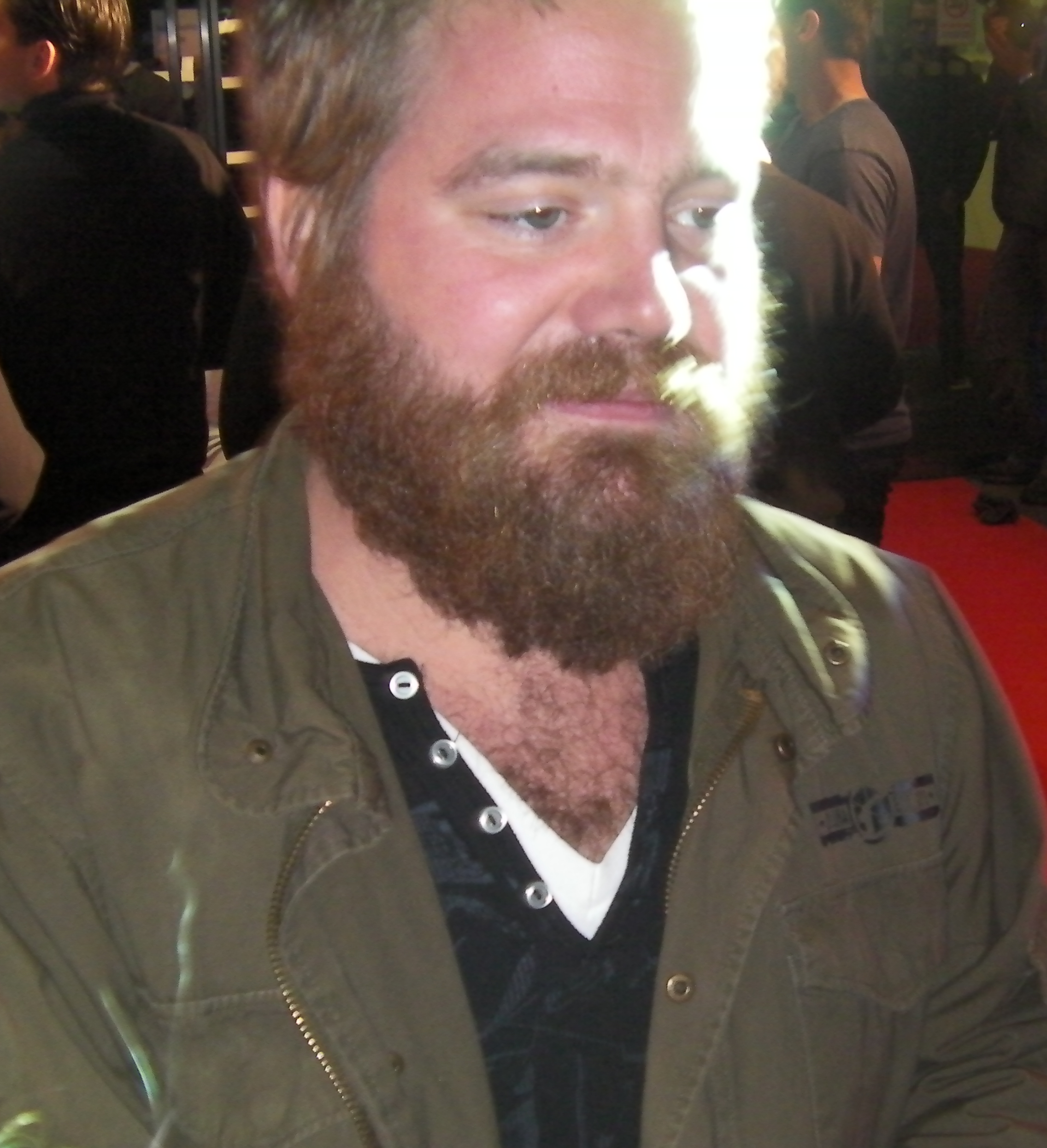
Ryan Dunn

### Anteriores ao século XIX
- 1139 — Giovanni Scalcione, santo católico (n. 1070).
- 1351 — Margarida Ebner, religiosa alemã (n. 1291).
- 1605 — Teodoro II da Rússia (n. 1589).
- 1787 — Karl Friedrich Abel, compositor alemão (n. 1723).

### Século XIX
- 1810 — Hans Axel von Fersen, nobre e militar sueco (n.1755).
- 1837 — Guilherme IV do Reino Unido (n. 1765).
- 1854 — Carolina de Hesse-Homburgo (n. 1771).
- 1876 — James Baird, empresário e filantropo britânico (n. 1802).

### Século XX
- 1912 — Voltairine de Cleyre, escritora estadunidense (n. 1866).
- 1922 — Vittorio Monti, compositor e maestro italiano (n. 1868).
- 1943 — Freddie Tomlins, patinador artístico britânico (n. 1919).
- 1960 — John B. Kelly Sr., remador estadunidense (n. 1889).
- 1966 — Georges Lemaître, padre, astrônomo e físico belga (n. 1894).
- 1972 — Sidney Lanfield, cineasta estadunidense (n. 1898).
- 1986 — Wilson Miranda, cantor e compositor brasileiro (n. 1940).
- 1988 — Aracy de Almeida, cantora brasileira (n. 1914).
- 1992 — João Só, cantor e compositor brasileiro (n. 1943).
- 1996 — Wálter Guevara Arze, político boliviano (n. 1912).

### Século XXI
- 2005 — Jack Kilby, engenheiro estadunidense (n. 1923).
- 2008
  - André Valli, ator brasileiro (n. 1945).
  - Paulo Frederico do Rego Maciel, político brasileiro (n. 1924).
- 2010
  - Harry B. Whittington, paleontólogo britânico (n. 1916).
  - Roberto Rosato, futebolista italiano (n. 1943).
- 2011 — Ryan Dunn, dublê estadunidense (n. 1977).
- 2013 — Ingvar Rydell, futebolista sueco (n. 1922).
- 2014 — Oberdan Cattani, futebolista brasileiro (n. 1919).
- 2015 — Angelo Niculescu, futebolista e treinador de futebol romeno (n. 1921).
- 2017 — Prodigy, rapper estadunidense (n. 1974).
- 2020 — Pedro Lima, ator português (n. 1971).
- 2024 — Donald Sutherland, ator canadense (n.1935).

## Feriados e eventos cíclicos
- Dia da Bandeira da Argentina

### Brasil
- Dia do Revendedor
- Dia do Vigilante
- Dia do Advogado Trabalhista
- Aniversário do município de Casa Nova, Bahia
- Aniversário do município de Floresta, Pernambuco
- Aniversário do município de Caxias do Sul, Rio Grande do Sul

### Internacional
- Dia Mundial do Refugiado

### Mitologia Celta
- Dia de Cerridween, deusa da Lua nova.

### Portugal
- Feriado Municipal de Corvo (Açores), Ourém, Paredes e Praia da Vitória.

### Catolicismo
- Adalberto de Magdeburgo
- Arão e Júlio
- Florentina de Cartagena
- Giovanni Scalcione
- Mafalda Sanches
- Margarida Ebner
- Papa Silvério
- Sancha Sanches
- Teresa Sanches

## Outros calendários
- No calendário romano era o 12.º dia (XII) antes das calendas de julho.
- No calendário litúrgico tem a letra dominical C para o dia da semana.
- No calendário gregoriano a epacta do dia é vii.